# 马氏树猎雀
马氏树猎雀（学名：Cichlocolaptes mazarbarnetti）又名隐匿树猎雀，是巴西特有的一种雀类。最后一次观察到马氏树猎雀是在2007年，现时它们已因农业和木材采伐导致的森林破坏而灭绝。

## 词源
马氏树猎雀的种加词，mazarbarnetti，是为纪念该物种发现及研究者之一的阿根廷鸟类学家胡安·马扎·巴内特（Juan Mazar Barnett）。马扎在保护巴西东北部的大西洋森林和其中的濒危鸟类有着重要贡献，但他在马氏树猎雀的论文原稿完成前意外离世。
马氏树猎雀的英文名意为隐匿树猎雀（Cryptic treehunter），因为它们在野外很难被发现且特别难以与诺氏拾叶雀（Philydor novaesi）区分开来。

## 分布及栖息地
马氏树猎雀仅在巴西东北部的两处潮湿林被发现过，两个地点分别位于阿拉戈斯州的穆里西以及伯南布哥州的雅凯拉。

## 现状
马氏树猎雀的模式标本由Dante M. Teixeira在1986年1月16日采集于穆里西的塞拉布兰卡，该标本被鉴定为诺氏拾叶雀。直至2014年马氏树猎雀才被正式描述，然而最后一次见到它们已是在2007年。国际自然保护联盟濒危物种红色名录曾将其列为极危状态，但于2019年宣告该物种已灭绝。因农业和木材采伐导致的森林破坏可能是它们灭绝的原因。